# BQ (empresa)
BQ —estilizado en ocasiones como bq— fue una marca española dedicada al diseño, venta y distribución de lectores electrónicos, tabletas, impresoras 3D y kits de robótica.
Su empresa matriz, Mundo Reader S. L., lanzó al mercado su primer lector electrónico en 2009 bajo la marca Booq, que en 2010 pasaría a ser BQ. En 2017, BQ vendió 1,1 millones de móviles siendo el tercer fabricante con más unidades vendidos en España (10,3 % cuota de mercado según IO Innovación). En diciembre de 2018, se anunció que la empresa BQ vendió el 51 % de su capital al grupo vietnamita Vingroup, creando la entidad VinSmart. En el año 2020 la empresa pasó por un proceso de desintegración, eliminando absolutamente todos sus proyectos activos y traspasando sus empleados a otros socios. El 25 de febrero del 2021 se publicó su entrada voluntaria en concurso de acreedores, sumando una deuda de 40,9 millones de euros.

## Historia
En 2003, seis estudiantes de ingeniería de la E. T. S. de Ingenieros de Telecomunicación de Madrid de la Universidad Politécnica de Madrid —Alberto Méndez, Rodrigo del Prado, David Béjar, Ravín Dhalani, Adán Muñoz e Iván Sánchez— coincidieron en la asociación de alumnos ITEM Consulting. En 2005, estos estudiantes, fundaron Memorias USB, una empresa dedicada a la fabricación de llaves USB.
BQ en cifras:
| Año                                      | 2010 | 2011 | 2012 | 2013  | 2014  | 2015  | 2016  | 2017  |
| ---------------------------------------- | ---- | ---- | ---- | ----- | ----- | ----- | ----- | ----- |
| Ingresos (millones de €)                 | 3,8  | 21,8 | 37,3 | 118,0 | 202,5 | 224,3 | 180,0 | 190,0 |
| Móviles (millones de €)                  |      |      |      | 52,5  | 140,2 | 186,9 |       |       |
| Tablets (millones de €)                  |      |      |      | 54,3  | 41,3  | 34,7  |       |       |
| Impresoras 3D y robótica (millones de €) |      |      |      | 0,6   | 0,3   | 2,7   |       |       |
| Accesorios (millones de €)               |      |      |      | 3,5   |       |       |       |       |
| Lectores electrónicos (millones de €)    |      |      |      | 7,1   |       |       |       |       |
| Otros (no especificado) (millones de €)  |      |      |      | —     | 20,7  | —     |       |       |
| Beneficio operativo                      |      |      |      |       |       |       |       | 8,5   |
| Unidades (millones)                      |      | 0,2  | 0,3  | 0,8   | 1,3   | 1,5   | 1,0   | 1,1   |
| Cuota de mercado en España               |      |      |      |       |       |       |       | 10,3% |
|                                          |      |      |      |       |       |       |       |       |
| España                                   |      |      |      | 90%   |       |       |       |       |
| Portugal                                 |      |      |      | 9%    |       |       |       |       |
| Otros                                    |      |      |      | 1%    |       |       |       |       |

### Lectores electrónicos
En 2009, bajo la marca Booq, lanzan su primer lector electrónico, el Booq Classic. En 2010 la empresa se materializó como Mundo Reader S. L., fruto de la unión de los socios de Luarna y los componentes de MemoriasUSB, dedicada al mundo de los lectores de libros digitales. Luarna, dirigida por Antonio Quirós, fue la primera editorial española 100 % digital.[cita requerida]
En 2011, BQ comenzó a diseñar y fabricar los primeros lectores electrónicos de las empresas Telefónica (Movistar ebook BQ), Fnac (Fnacbook), y Casa del Libro (BQ Tagus/Tagus). En el segundo trimestre de 2011, BQ expandió su negocio hacia Sudamérica, abriendo sedes oficiales en Montevideo (Uruguay), y aunque ya estaba en el mercado portugués a través de socios, durante 2011 BQ comienza a estar presente en Portugal. En este mismo año, BQ Cervantes fue el lector electrónico más vendido en España.
En 2012, BQ se convirtió en el diseñador y fabricante oficial de las tabletas y lectores electrónicos de la empresa Fnac. Además, la empresa comenzó a comercializar los lectores Cervantes Touch y Cervantes Touch light.

### Impresión 3D
A finales de 2013, BQ empezó a comercializar impresoras 3D por primera vez en España. Esto lo hizo a través de una alianza con el fabricante estadounidense Makerbot. El modelo en cuestión fue el Replicator 2, que es capaz de imprimir figuras de gran tamaño y con piezas que encajan entre sí. El sistema utilizado por esta impresora 3D es el estándar PLA. El software empleado para la interfaz de esta impresora 3D es Makeware.
Inmediatamente, a finales de 2013, presentan la Witbox, la primera impresora 3D fabricada en España, con un tamaño de impresión DIN A-4 (21 x 29,7 cm) y un sistema de impresión inspirado en la curva Fibonacci. Utiliza PLA y es compatible con software de código abierto de diseño 3D. Según el estudio de 3D HUBS «3D Printing Trends October 2014», BQ Witbox es una de las 10 mejores impresoras 3D del mundo.
A mediados de 2014, lanzan Prusa i3 Hephestos, una evolución de Prusa i3, la impresora 3D más popular de la comunidad RepRap, que incluye todas las piezas necesarias y los manuales de montaje paso a paso. Tiene un área de impresión de 21,5 x 21 x 18 cm, un extrusor de diseño propio y utiliza diferentes materiales de impresión: PLA, HIPS y FilaFlex, entre otros.

### Móviles Aquaris

#### Gama Aquaris 2013
En 2013, BQ comercializa su primer teléfono inteligente, llamado Aquaris 4.5, un terminal de gama media con 4,5 pulgadas de pantalla, Dual SIM, cámara trasera de 8 megapíxeles y otra delantera VGA, 4 GB de memoria interna, memoria RAM de 1 GB y un procesador ARM Dual Core Cortex A9 hasta 1 GHz.
También en 2013, BQ empieza la comercialización del Aquaris 5.0, un terminal con una pantalla de 5 pulgadas, Dual SIM, cámara trasera de 8 megapíxeles y otra delantera VGA, y una memoria RAM de 1 GB. Este incluye además 16 GB de memoria interna, un procesador Quad Core Cortex A7 hasta 1,2 GHz y con versión de Android 4.2 Jelly Bean. Este mismo año lanzan el Aquaris 5 HD con pantalla de 5 pulgadas y resolución HD 720x1280, Dual SIM, cámara trasera de 8 megapíxeles y otra delantera de 1,2 megapíxeles, 16 GB de memoria interna y 1 GB de memoria RAM, procesador Quad Core Cortex A7 hasta 1,2 GHz; y el Aquaris 5.7 su buque insignia, con pantalla de 5.7 y resolución 1929x1080, Dual SIM, cámara trasera de 13 megapíxeles y otra delantera de 5 megapíxeles, una memoria RAM de 2GB y 16 GB de memoria interna, con un procesador Quad Core Cortex A7 hasta 1,5 GHz, 2 GB de RAM. Este dispositivo incluye una batería Li-ion de 4000 mAh.

#### Gama Aquaris E
En mayo de 2014, BQ presentó su nueva gama de móviles, los Aquaris E, los primeros móviles inteligentes diseñados 100% en España. Todos ellos llevan la última versión de Android, 4.4.2 KitKat. La gama E consta de los terminales Aquaris E4, Aquaris E4.5, Aquaris E5 HD, Aquaris E5 FHD y el Aquaris E6, siendo estos dos últimos sus máximos exponentes. En el mes de agosto de ese mismo año, el modelo Aquaris E5 HD consiguió posicionarse como el móvil inteligente libre más vendido en España.
En noviembre de 2014, BQ presentó dos nuevos productos. La Aquaris E10, la primera tableta diseñada en España con pantalla de 10 pulgadas Full HD con resolución 1920 × 1200 px. Lleva un procesador MediaTek True8Core a 1,7 GHz, 2 GB de RAM y batería de 8680 mAh. Incluye cámara trasera de 8 Mpx y otra delantera de 5 Mpx. Graba vídeos en Full HD e incluye tecnología de sonido Dolby. Se vende con versión WiFi y 3G. También se presentó el Aquaris E5 HD 4G. El nuevo teléfono cuenta con pantalla de 5 pulgadas. Es el primer dispositivo de BQ con un procesador Qualcomm, el elegido es el Snapdragon 410, tiene 1 GB de RAM y una batería de 2850 mAh. Destaca por la novedosa tecnología de pantalla, Quantumm Color +, que mejora la viveza de los colores.
Al contrario de lo que esperaban los consumidores, Aquaris E5 FHD, Aquaris E6 y Aquaris E10 no serán actualizados a nuevas versiones de Android.

#### Gama Aquaris M
Para junio de 2015, la empresa lanzó al mercado su nueva gama Aquaris M, integrada por los modelos M4.5, M5 y M5.5. Mientras que el primero de ellos mantenía un procesador MediaTek, los otros dos avanzaban en la línea marcada por el último terminal de la gama anterior, y apostaban por los SoC de la estadounidense Qualcomm. De serie, todos los nuevos dispositivos hacían gala de la versión Android 5.0 Lollipop.

#### Gama Aquaris X
El primer Aquaris X se lanzó en diciembre del 2015 con el X5, que se caracteriza por tener sus bordes de metal, teniendo posibilidad de Android o Cyanogen OS y un color oro/rosado solo en versión Android. Existen dos versiones, una de 16 GB de almacenamiento y 2GB de memoria RAM y otra de 32 GB de almacenamiento y 3 GB de RAM. Los colores disponibles son negro, gris antracita y oro/rosado. Después, BQ lanzó la versión Aquaris X5 Plus, esta vez con una calidad general superior y con lector de huellas integrado. En 2017, BQ sacó el Aquaris X (con un Qualcomm Snapdragon 626 Octacore a 2,2 GHz y 16, 32 o 64 GB de almacenamiento, y 3 GB de RAM) y el Aquaris X Pro (con un Qualcomm Snapdragon 626 Octacore a 2,2 GHz 32, 64 o 128 GB de almacenamiento y 4 GB de RAM). Finalmente, en 2018 presentó sus dos últimos dispositivos, los Aquaris X2 y X2 Pro (procesador Qualcomm Snapdragon 660 Octacore a 2,2 GHz, cámara dual de 12 y 5 MP, y 64 o 128 GB de almacenamiento). Eran móviles genéricos con buenos componentes y a un buen precio.

#### Gama Aquaris U
La nueva gama, que cuenta con tres modelos, salió al mercado el 30 de septiembre de 2016. El BQ Aquaris u Lite cuenta con Qualcomm QuadCore SnapDragon 425 a 1.4 GHz y un GPU Adreno 308, su pantalla es de 720 × 1280 (HD). Cuenta con una memoria de 16 GB y 2 GB de RAM, tiene una batería de 3080 mAh, una cámara trasera de 8 MP con f/2.0 y una frontal de 5 MP con f/2.4. El Aquaris U cuenta con Qualcomm Octacore SnapDragon 430 a 1.4 GHz y una GPU Adreno a 450 GHz, su pantalla es de 720 × 1280 (HD). Cuenta con una memoria de 16 GB y una memoria RAM de 2 GB, tiene una batería de 3080 mAh, una cámara trasera de 13 MP con f/2.0 y una frontal de 5 MP con f/2.4. El Aquaris U Plus tiene una cámara trasera de mayor calidad, mientras que su cámara frontal no muestra variación en MP comparada con la de sus hermanos menores, que es de 5 MP, su cámara trasera es de 16 MP. Este también integra lector de huellas con un cuerpo UniBody hecho de metal. El modelo, como es normal en BQ, va a tener una variante de 3/2 GB de RAM y 32/16 GB de memoria interna.

#### Gama Aquaris C
Lanzado en agosto de 2018, el Aquaris C se encuentra en la gama de entrada del mercado. Es un modelo de 5,45 pulgadas, cuenta con una memoria de 16 GB y 2 GB de RAM, el soporte 4G, WiFi a 2,4 y a 5 GHz, USB Tipo C, lector de huella dactilar, reconocimiento facial, NFC. Tiene una batería de 3000 mAh, una cámara trasera de 13 MP con f/2.0 y una frontal de 5 MP con f/2.0.

## Personalización
BQ se caracterizaba por dar salida a sus dispositivos Android con una capa de personalización muy leve, resultando en una mejor optimización de los recursos del sistema y una mayor capacidad de personalización. En consonancia, sus productos disponían del bootloader totalmente desbloqueado por defecto y la opción de efectuar el rooting del terminal no invalidaba en ningún momento su garantía.

## Proyecto educativo
En el evento de noviembre de 2014 se ha presentado también el proyecto educativo de BQ. Lanzaron el sitio web Bitbloq.org, una herramienta de programación al estilo de Scratch.

## Diseño y fabricación
En su primera etapa, BQ seleccionaba el diseño de un fabricante asiático —China— como base, para posteriormente aplicarle mejoras de hardware y software, creando la gama Aquaris 2013. Las nuevas gamas de móviles inteligentes Aquaris E, Aquaris M, Aquaris X, Aquaris V y Aquaris U están diseñadas al 100% por BQ en España, siendo ensambladas en China, como otros grandes fabricantes.

## Relación de los fundadores de BQ con la trama de corrupción Koldo
Tras lograr los contratos millonarios de las distintas administraciones españolas, la trama Koldo y el entramado de empresarios que la conforman tuvieron que encontrar a quien les trajera las mascarillas a España. El grupo se puso en manos de los tres fundadores de BQ; Alberto Méndez, Rodrigo del Prado, y Ravin Dhalani, y otra compañía con sede en Valencia a los que pagó presuntamente 19 millones de euros a pesar de que eran firmas sin apenas actividad antes de la pandemia y que el montante final destinado a la adquisición de material sanitario fuese muy inferior. Según Alberto Méndez, "la relación con la trama se hizo a través de un intermediario, AC&S, que ejerció como broker entre el proveedor y el cliente."